# Евреинов, Николай Николаевич (1853)
Никола́й Никола́евич Евреи́нов (1853—1932) — невельский уездный предводитель дворянства в 1887—1899 годах, камергер, член Государственной думы 3-го и 4-го созывов от Витебской губернии.

## Биография
Православный. Из потомственных дворян Витебской губернии Евреиновых. Землевладелец (4000 десятин в Саратовской губернии и 3000 десятин в Витебской губернии в совладении с братьями). Сын невельского уездного предводителя дворянства Николая Ивановича Евреинова (1816—1897). Старший брат Сергей (1849—1920) — генерал-лейтенант, управляющий двором великого князя Александра Михайловича.
Высшее образование получил в Александровском лицее, по окончании которого в 1875 году поступил на службу в Министерство финансов. С началом Русско-турецкой войны в 1877 году, был командирован в Главное полевое казначейство действующей армии, заведовал отделом казначейства при Главной квартире главнокомандующего великого князя Николая Николаевича. По окончании войны был назначен чиновником особых поручений при министре финансов и откомандирован в Особенную канцелярию по кредитной части, где до 1886 года управлял одним из делопроизводств.
Перейдя затем в Министерство внутренних дел, был назначен невельским уездным предводителем дворянства и председателем уездного по крестьянским делам присутствия. В 1896 году был произведен в действительные статские советники, в 1899 году — пожалован в камергеры. С 1900 года состоял чиновником особых поручений V класса при министре внутренних дел. Кроме того, состоял гласным Невельского уездного и Витебского губернского земских собраний, почётным мировым судьей Невельского уезда и Витебского окружного суда. Был членом Общества возрождения художественной Руси по разряду словесности.
В 1907 году был избран членом Государственной думы от Витебской губернии. Входил во фракцию октябристов, с 3-й сессии — в группу правых октябристов. Состоял докладчиком финансовой комиссии и членом многих комиссий.
В 1912 году был переизбран в Государственную думу. Входил во фракцию центра и Прогрессивный блок. Состоял членом финансовой, продовольственной и по делам православной церкви комиссий.
После Октябрьской революции эмигрировал в Бельгию, жил в Брюсселе. Занимался общественной деятельностью, состоял товарищем председателя правления Лицейского объединения в Бельгии. Был женат на Наталии Ивановне Андриановой, имел шестерых детей.

## Награды
- Орден Святой Анны 3-й ст. с мечами (1878)
- Орден Святого Станислава 2-й ст. с мечами (1879)
- Орден Святого Владимира 4-й ст. (1890)
- Орден Святой Анны 2-й ст. (1886)
- Орден Святого Владимира 3-й ст. (1914)
- медаль «В память Русско-Турецкой войны 1877—1878 гг.» (1878)
- медаль «В память царствования императора Александра III» (1896)
- медаль «В память коронации Императора Николая II» (1896)
- медаль «За труды по первой всеобщей переписи населения» (1897)
- медаль «В память 300-летия царствования дома Романовых» (1913)